# Aglaosoma latipennis
Aglaosoma latipennis är en fjärilsart som beskrevs av Embrik Strand 1912. Aglaosoma latipennis ingår i släktet Aglaosoma och familjen tandspinnare. Inga underarter finns listade i Catalogue of Life.